# 蒂姆·申肯
蒂莫西·西奥多·申肯 OAM（1943年9月26日—）是一名生于澳大利亚悉尼的前赛车手。他参加过36场世界一级方程式锦标赛大奖赛，并在1971年奥地利大奖赛登上颁奖台，共取得过7个锦标赛积分。他还登上过两场非锦标赛的领奖台，即分别在1971年英国赛车手俱乐部国际杯和1972年国际金杯中取得第三名。
2016年6月16日，蒂姆·申肯被授予澳大利亚勋章。